# Praia da Malhada do Baraço
Vista panorâmica da Praia da Malhada do Baraço
A Praia da Malhada do Baraço é uma praia situada no sítio da Caramujeira, zona costeira do município de Lagoa, na região do Algarve, em Portugal.
É conhecida pela sua água cristalina e, embora não tenha acesso pedonal, é bastante frequentada para a realização de petiscadas de verão por parte de excursões turísticas marítimas.
Encontra-se situada ao lado da Praia do Barranquinho e perto da estrada de acesso à Praia de Albandeira.
É praia vizinha da internacionalmente famosa Praia da Marinha.